# Haterumelater
Haterumelater là một chi bọ cánh cứng trong họ 
Elateridae.
Chi này được miêu tả khoa học năm 1968 bởi Ôhira.

## Các loài
Các loài trong chi này gồm:
- Haterumelater bicarinatus (Candèze, 1873)
- Haterumelater bifoveolatus (Miwa, 1927)
- Haterumelater bimaculatus Schimmel, 1998
- Haterumelater fulvago (Marseul, 1868)
- Haterumelater languidus (Buysson, 1891)
- Haterumelater schembrii (Platia, 1985)
- Haterumelater tauricola (Gurjeva, 1957)